# Tofsven
Tofsven (Polypogon viridis) är en gräsart som först beskrevs av Antoine Gouan, och fick sitt nu gällande namn av Maurice A.F. Breistroffer. Tofsven ingår i släktet skäggrässläktet, och familjen gräs. Inga underarter finns listade i Catalogue of Life.

## Bildgalleri

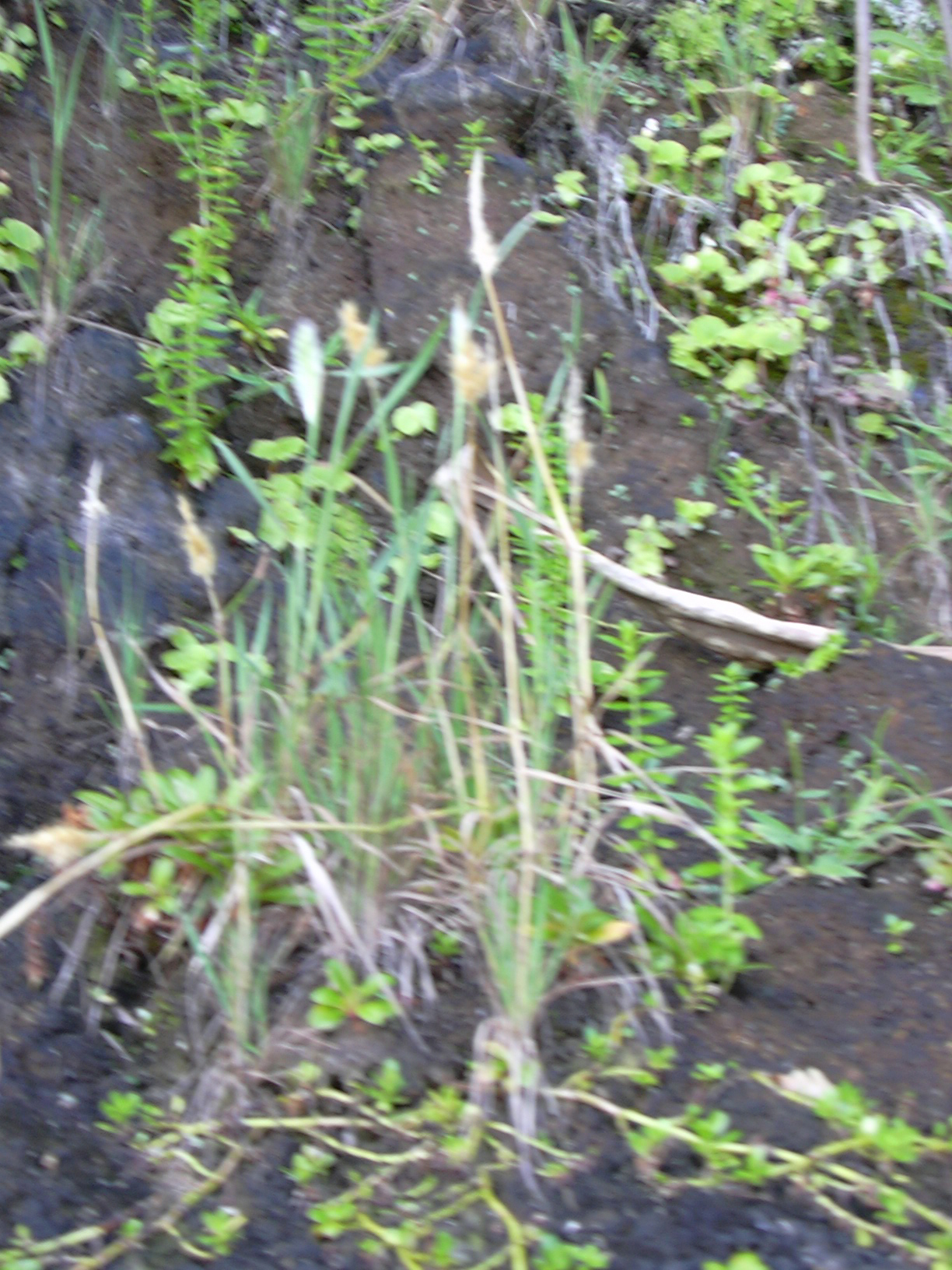
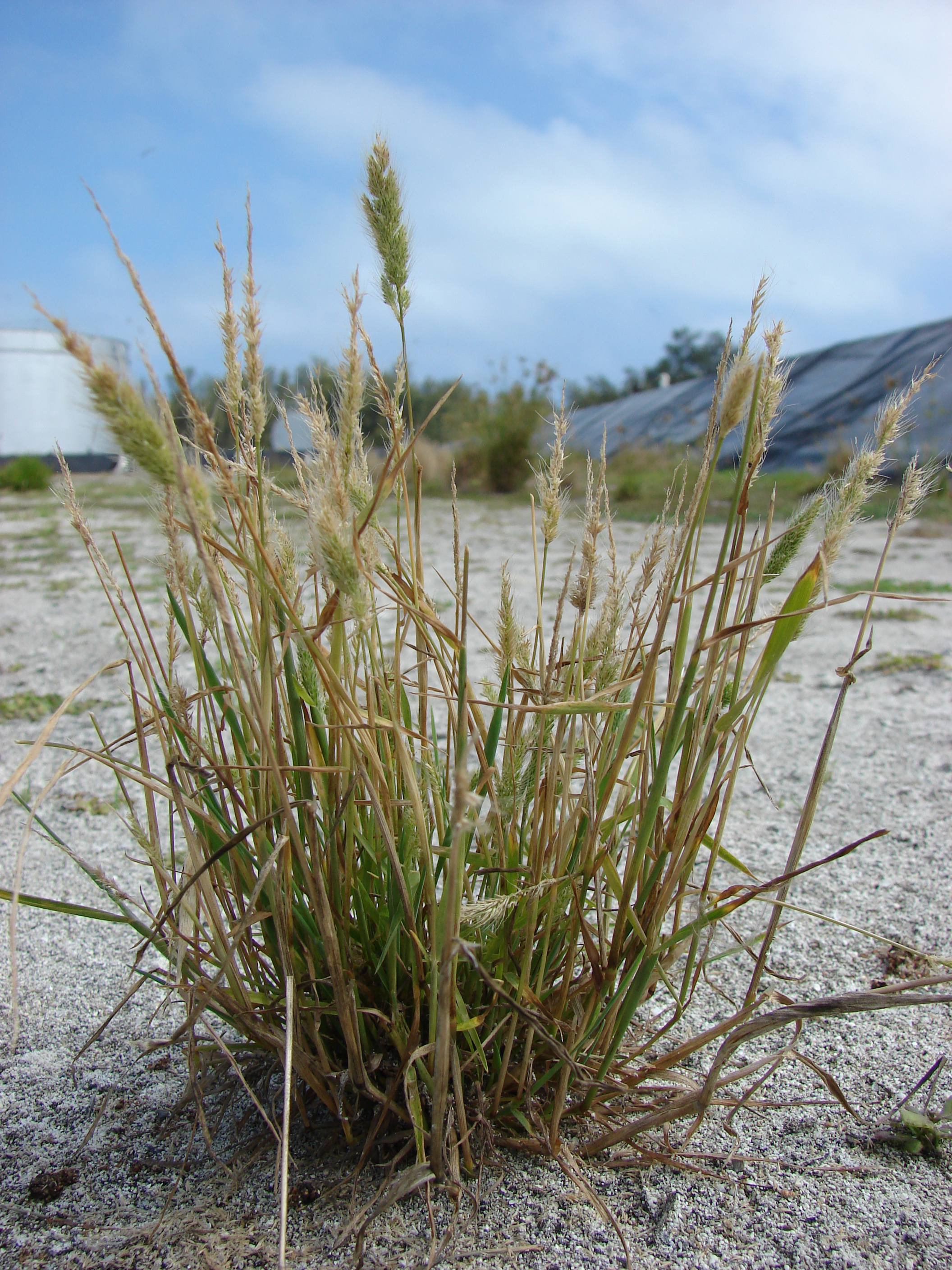
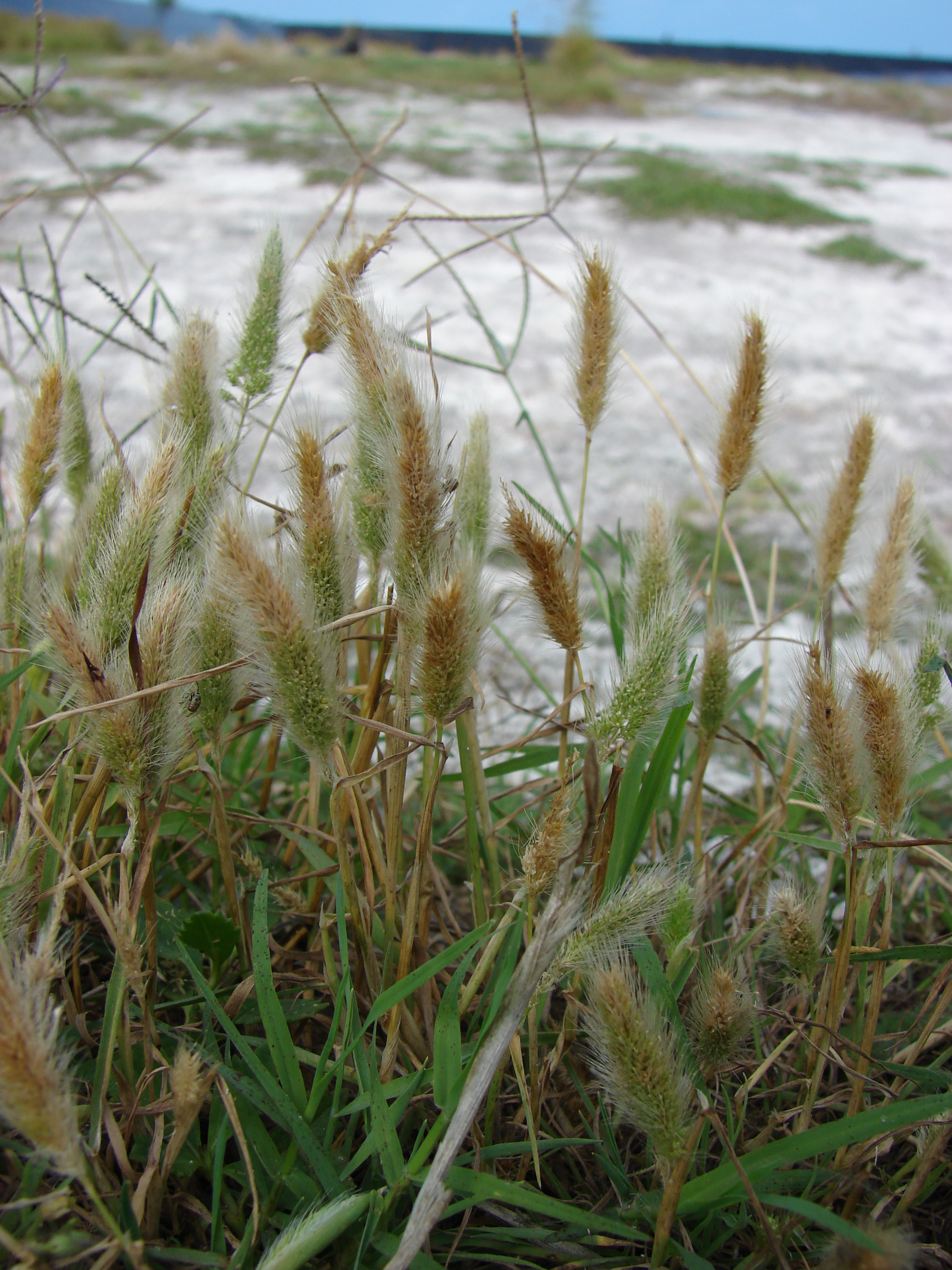
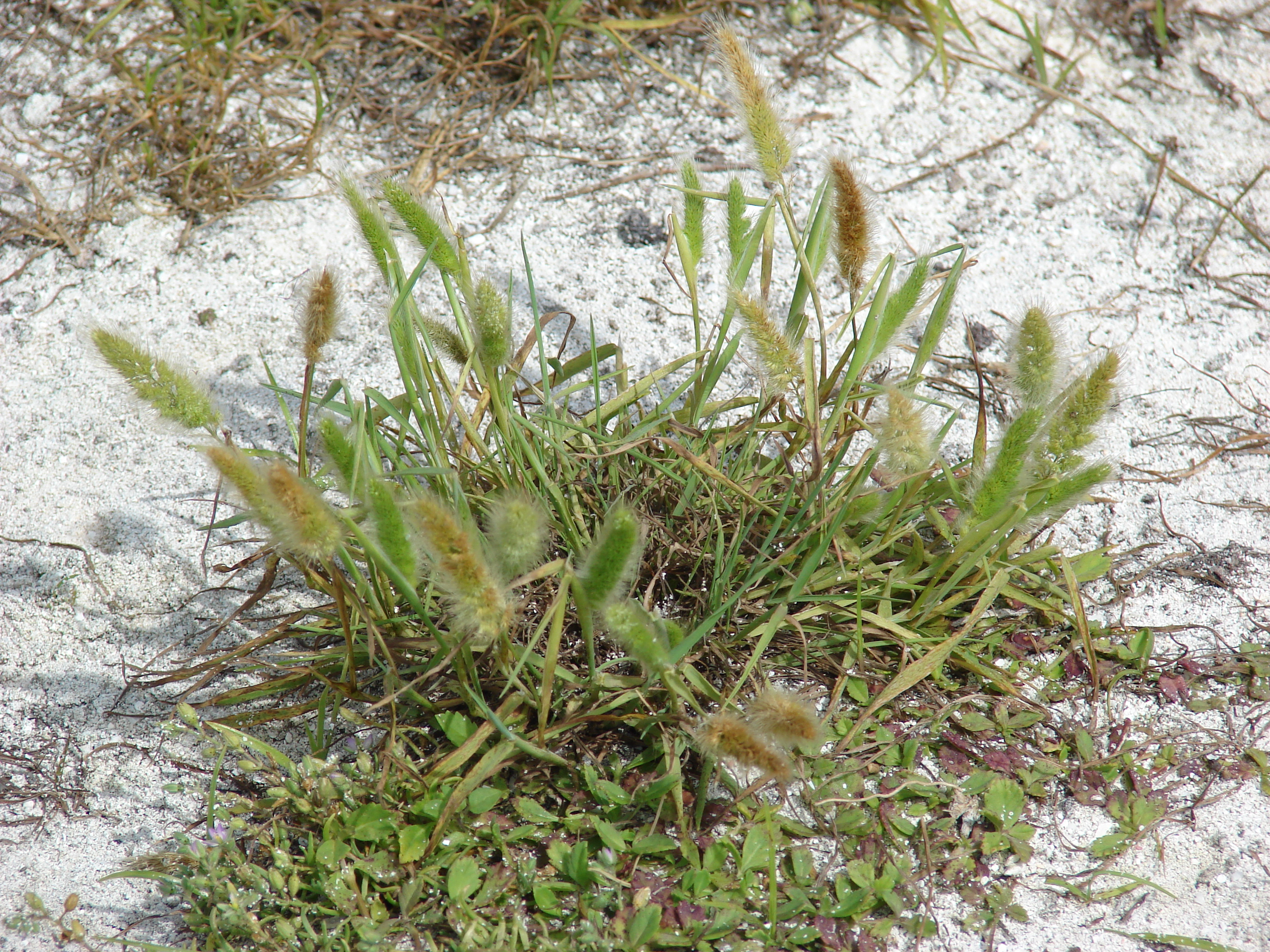